# 圖魯斯卡
圖魯斯卡，是指來自突厥斯坦的人，在古代印度梵文和波斯文記錄中是指印度-斯基泰(塞種人)和突厥人等北方入侵者。這字在中世纪印度一般指突厥穆斯林。這名稱在梵文也可解圖蘭。

## 歴史
這名稱在印度是指從中亞入侵的游牧民族，包括貴霜、嚈噠，在十二世紀後是指突厥穆斯林。
由於他們的生活習慣，他們被印度教徒視為蔑戾车。